# Cetonana lineolata
Cetonana lineolata är en spindelart som först beskrevs av Cândido Firmino de Mello-Leitão 1941.  
Cetonana lineolata ingår i släktet Cetonana och familjen flinkspindlar. Inga underarter finns listade i Catalogue of Life.